# Michal Teplý
Michal Teplý (* 27. května 2001 Havlíčkův Brod) je český hokejový útočník. Aktuálně působí od července 2024 v týmu HC Oceláři Třinec který hraje v ELH.

## Statistiky

### Klubové statistiky
| Sezóna      | Klub                   | Soutěž      |     | Základní část | Základní část | Základní část | Základní část | Základní část |   | Play off | Play off | Play off | Play off | Play off |
| Sezóna      | Klub                   | Soutěž      | Z   | G             | A             | B             | TM            | Z             | G | A        | B        | TM       |          |          |
| 2017–18     | HC Benátky nad Jizerou | 1. ČHL      | 14  | 0             | 0             | 0             | 0             | —             | — | —        | —        | —        |          |          |
| 2018–19     | Bílí Tygři Liberec     | ČLH         | 15  | 0             | 2             | 2             | 2             | —             | — | —        | —        | —        |          |          |
| 2018–19     | HC Benátky nad Jizerou | 1. ČHL      | 23  | 4             | 6             | 10            | 8             | —             | — | —        | —        | —        |          |          |
| 2019–20     | Winnipeg Ice           | WHL         | 53  | 29            | 34            | 63            | 16            | —             | — | —        | —        | —        |          |          |
| 2020–21     | BK Mladá Boleslav      | ČLH         | 1   | 0             | 0             | 0             | 0             | —             | — | —        | —        | —        |          |          |
| 2020–21     | HC Stadion Litoměřice  | 1. ČHL      | 3   | 0             | 3             | 3             | 2             | —             | — | —        | —        | —        |          |          |
| 2020–21     | Rockford IceHogs       | AHL         | 18  | 0             | 5             | 5             | 6             | —             | — | —        | —        | —        |          |          |
| 2021–22     | Rockford IceHogs       | AHL         | 60  | 13            | 18            | 31            | 6             | 5             | 0 | 1        | 1        | 0        |          |          |
| 2022–23     | Rockford IceHogs       | AHL         | 56  | 9             | 16            | 25            | 10            | 5             | 2 | 1        | 3        | 2        |          |          |
| 2023–24     | Rockford IceHogs       | AHL         | 72  | 12            | 18            | 30            | 12            | 4             | 2 | 0        | 2        | 2        |          |          |
| 2024–25     | HC Oceláři Třinec      | ČHL         | 45  | 3             | 12            | 15            | 6             | 9             | 1 | 2        | 3        | 0        |          |          |
| ČLH celkově | ČLH celkově            | ČLH celkově | 61  | 3             | 14            | 17            | 8             | 9             | 1 | 2        | 3        | 0        |          |          |
| AHL celkově | AHL celkově            | AHL celkově | 206 | 34            | 57            | 91            | 34            | 14            | 4 | 2        | 6        | 4        |          |          |

### Reprezentační statistiky
| Rok                            | Tým                            | Soutěž                         | Z  | G | A  | B  | TM |
| ------------------------------ | ------------------------------ | ------------------------------ | -- | - | -- | -- | -- |
| 2018                           | Česko 18                       | HGC                            | 4  | 1 | 3  | 4  | 4  |
| 2018                           | Česko 18                       | MS18                           | 7  | 1 | 2  | 3  | 2  |
| 2019                           | Česko 18                       | MS18                           | 5  | 0 | 3  | 3  | 0  |
| 2020                           | Česko 20                       | MSJ                            | 5  | 0 | 5  | 5  | 0  |
| 2021                           | Česko 20                       | MSJ                            | 5  | 0 | 2  | 2  | 0  |
| Juniorská reprezentace celkově | Juniorská reprezentace celkově | Juniorská reprezentace celkově | 26 | 2 | 15 | 17 | 6  |